# Caritate Christi compulsi
Die Enzyklika Caritate Christi compulsi von Papst Pius XI. wurde am 3. Mai 1932 unterzeichnet. Der Papst schreibt „über die in der gegenwärtigen Menschheitskrise dem Heiligsten Herzen Jesu schuldigen Gebete und Sühneleistungen“.
Mit dieser Enzyklika wandte sich Pius XI. unter anderem gegen den Kommunismus und die sogenannte Gottlosenbewegung, aber nicht gegen den Nationalismus. Hierzu schreibt er:

„Die rechte Ordnung der christlichen Barmherzigkeit verbietet weder die rechtmäßige Liebe zum Vaterland noch Nationalismus; im Gegenteil, es kontrolliert, heiligt und belebt ihn.“

In der Enzyklika warnte der Papst zum wiederholten Male vor den antireligiösen Bewegungen und forderte: „Mit Gott gegen die ohne Gott.“ Mit seiner Enzyklika Miserentissimus Redemptor (1928) gab er eine kurze Summa der Herz-Jesu-Theologie. Mit Caritate Christi compulsi nennt er die „Herz-Jesu-Verehrung das außerordentliche Heilmittel in den außerordentlichen Nöten der Zeit“.